# بن جونز (سیاستمدار گرنادا)
بن جونز (انگلیسی: Ben Jones; زاده ۵ اوت ۱۹۲۴ – درگذشته ۱۰ فوریهٔ ۲۰۰۵) سیاست‌مدار اهل گرنادا بود. وی از ۲۰ دسامبر ۱۹۸۹ تا ۱۶ مارس ۱۹۹۰ نخست‌وزیر این کشور بود.
بن جونز در ۱۰ فوریه ۲۰۰۵، در سن ۸۰ سالگی درگذشت.